# Mykola Kolumbet
Mykola Fedorovych Kolumbet (em russo:  Микола Федорович Колумбет; 10 de outubro de 1933 — 21 de fevereiro de 2012) foi um ciclista soviético.
Competiu pela União Soviética nos Jogos Olímpicos de Melbourne 1956 no individual e corrida por equipes.
Irmão de Leonid Kolumbet.